# Anstelvallei

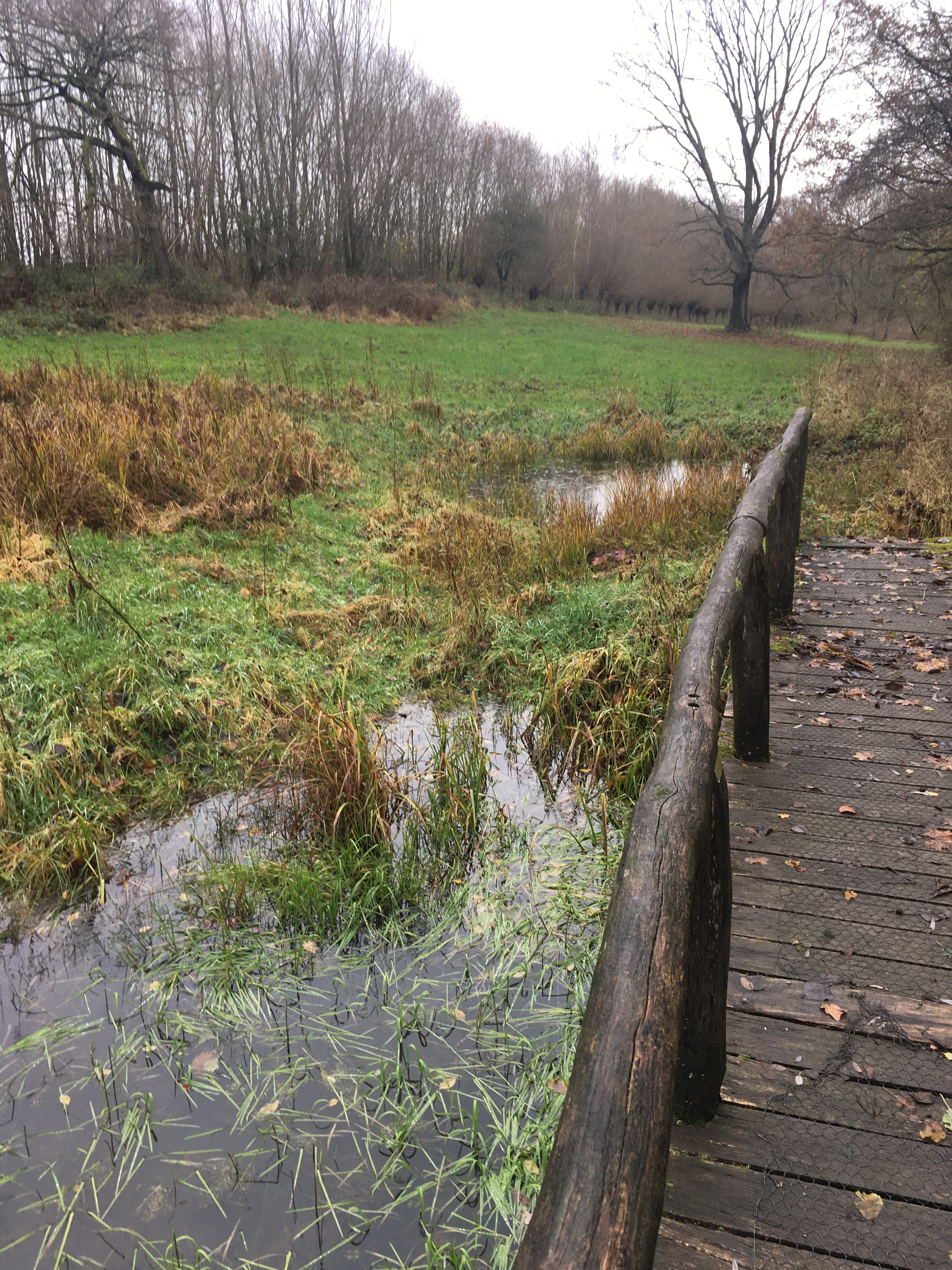
Anstelvallei nabij stuwmeer Cranenweyer.

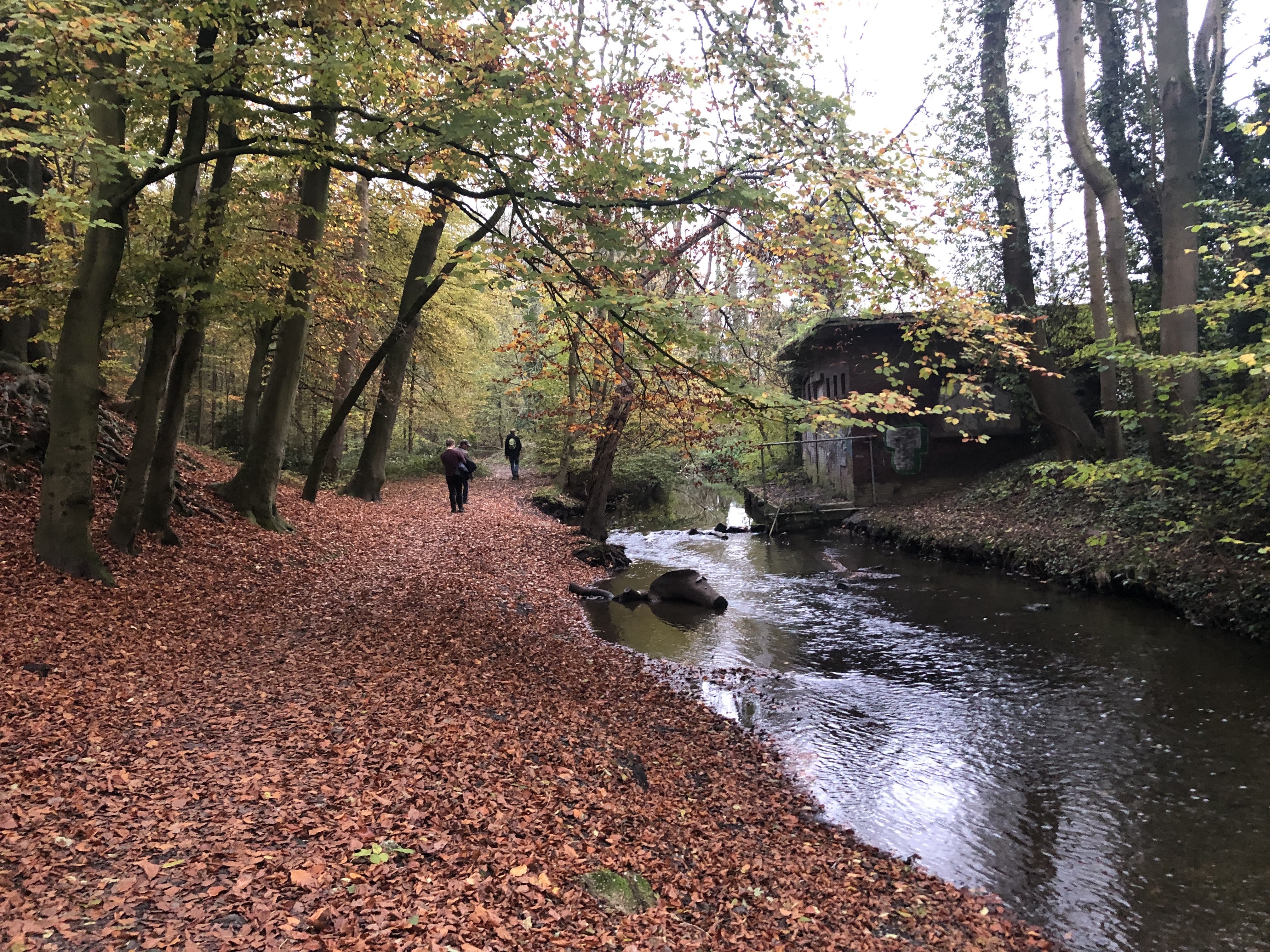
De Anstelerbeek nabij Eygelshoven.

De Anstelvallei of Anstelerbeekdal is een vallei in de gemeente Kerkrade in de Nederlandse provincie Limburg. Door de vallei stroomt de Anstelerbeek. De vallei ligt van zuid naar noord tussen het westen van Bleijerheide naar Eygelshoven. Aan beide zijden van de vallei liggen steile hellingen. Een groot deel van het beekdal is onderdeel van het Park Gravenrode. Aan de noordwestzijde van de vallei komt het Strijthagerbeekdal op de vallei uit en de Anstelvallei komt in het noordoosten uit op het Wormdal.
Aan de westzijde wordt de vallei begrensd door het Plateau van Schaesberg en het Plateau van Spekholzerheide met hierop onder andere de buurt Kaalheide en bedrijventerrein Dentgenbach. Aan de oostzijde wordt de vallei begrensd door het Plateau van Kerkrade met het Hambos (met kerkhof en Hamboskapel) en de Kaffeberg.
Op de hellingen lagen vroeger de Romeinse villa Kaalheide en Romeinse villa Nieuw Ehrenstein. De hellingen zijn deels begroeid met een afwisselend hellingbos.
In de vallei liggen verder twee watermolens (Hammolen en Brugmolen), GaiaZOO, Kasteel Erenstein en stuwmeer Cranenweyer. Ook vindt men er de kasteelhoeve Nieuw Erenstein en de hoeve Klarenanstel.

## Toekomst
In juli 2015 werd begonnen met een gebiedsplan, waarbij de gemeente Kerkrade samenwerkt met Het Limburgs Landschap om de natuurwaarden en ook de cultuurhistorische waarden van dit gebied te herstellen en er een aantrekkelijker gebied van te maken, juist ook voor de inwoners van de dichtbevolkte omgeving van deze vallei.